# 윤태화
윤태화(尹太畵, 1990년 1월 2일 ~ )는 대한민국의 가수이다.

## 학력
- 백제예술대학교 실용음악과

## 데뷔
- 2009년 싱글 앨범 [깜빡 깜빡]

## 음반
- 2009년 깜빡 깜빡
- 2011년 딩동댕 정답입니다
- 2016년 태화
- 2018년 정규 1집 - 건배송
- 2019년 정규 2집 - The Energe Of My Life
- 2019년 정규 3집 - You Are My Eternal Love
- 2021년 정규 4집 - Who Are You
- 2022년 장르만싸이코 OST - 뻐꾸기 둥지
- 2023년 미니 1집 서막 (Prologue)
- 2024년 조사하면 다 나온다
- 2024년 5월의 아카시아

## 방송
- 2012년 MBC 《세바퀴》
- 2012년 JTBC 《퀴즈쇼 아이돌 시사회》
- 2017년 KBS1 《노래가 좋아》
- 2018년 KBS1 《아침마당》
- 2019년 SBS 《좋은 아침》
- 2019년 여수MBC 《오!마이싱어》
- 2019년 MBN 《생생 정보마당》
- 2020년 MBN 《알토란》
- 2020년 TV조선 《내일은 미스트롯2》
- 2021년 TV조선 《신청곡을 불러드립니다 - 사랑의 콜센타》
- 2021년 TV조선 《뽕숭아학당》
- 2021년 TV조선 《내일은 미스트롯2 토크 콘서트》
- 2021년 TV조선 《내 딸 하자》
- 2021년 TV조선 《화요일은 밤이 좋아》
- 2022년 TV조선 《화요일에 만나요》
- 2022년 TV조선 《스타다큐 마이웨이》
- 2022년 KBS1 《6시 내고향》
- 2022년 MBC 《기분 좋은 날》
- 2022년 MBN 《우리들의 트로트》
- 2022년 MBN 《우리들의 남진》
- 2022년 MBN 《우리들의 쇼10》
- 2022년 MBC ON 《트롯챔피언》
- 2023년 딜라이브 《바른상회》
- 2023년 TV조선 《엄마의 봄날》
- 2023년 KBS1 《TV쇼 진품명품》
- 2023년 MBC 《미스터리 음악쇼 복면가왕》
- 2023년 MBN 《현역가왕》
- 2024년 JTBC 《사연있는 쌀롱 하우스》
- 2024년 MBN 《한일톱텐쇼》
- 2025년 TV조선 《미스쓰리랑》